# Abduvohid Nematov
Pour les articles homonymes, voir Nematov.
Abduvohid Nematov, né le 20 mars 2001 à Djizak, est un footballeur international ouzbek. Il joue au poste de gardien de but au Nasaf Qarshi.

## Carrière

### En club
Formé au Nasaf Qarshi, il intègre l'équipe première en 2017. Il joue son premier match avec les séniors le 26 avril 2019 en championnat contre le FK AGMK. Le Nasaf Qarshi s'impose 4-0. Lors de la saison 2017, il joue 17 matchs comme titulaire dont 4 matchs sans encaisser de buts.

### En sélection
Le 3 septembre 2020, il joue son premier match avec l'Ouzbékistan lors d'une rencontre amicale contre le Tadjikistan (victoire 2-1). 